# Trzęsienie ziemi w Lublanie (1895)

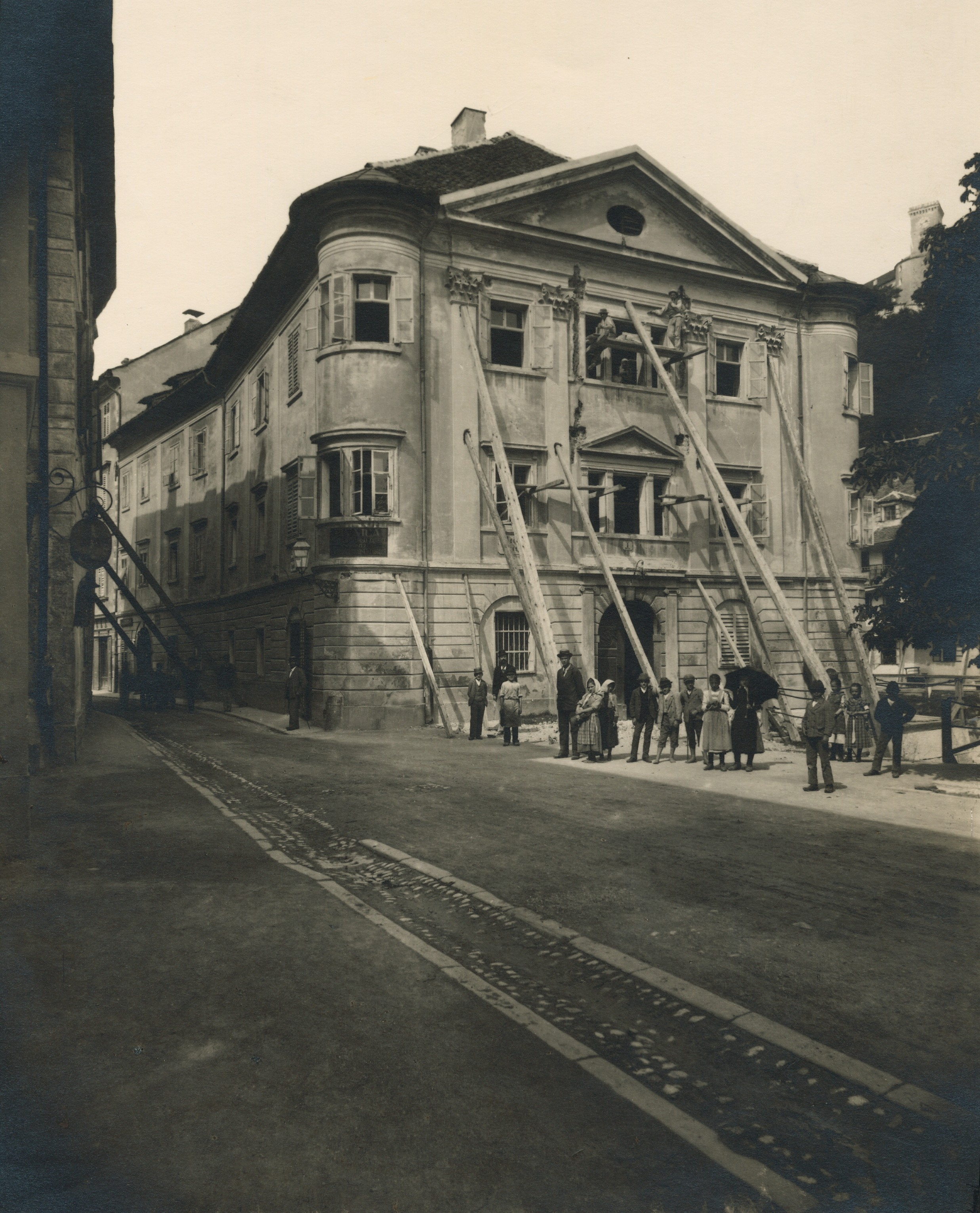
Zniszczenia w Lublanie w 1895 roku

Trzęsienie ziemi w Lublanie w 1895 roku (słoweń. ljubljanski potres) lub wielkanocne trzęsienie ziemi (słoweń. velikonočni potres) – trzęsienie ziemi w Lublanie, które miało miejsce w niedzielę wielkanocną, 14 kwietnia 1895 roku.

## Historia
Trzęsienie miało siłę 6,1 stopni w skali Richtera i 8–9 stopni w skali Mercallego. Zaczęło się o 20:17 UTC (22:17 czasu lokalnego). Epicentrum znajdowało się w Janče, około 16 km na wschód od centrum Lublany. Wstrząsy były odczuwalne w okręgu o promieniu 350 km i o powierzchni 385 000 km², między innymi w Asyżu, Florencji, Wiedniu i Splicie. W ciągu następnych 10 dni miało miejsce ponad 100 wstrząsów wtórnych.

### Zniszczenia
Najbardziej zniszczone zostały okolice od Ig do Vodic, w promieniu 18 km od epicentrum. Lublana była wówczas małym miastem z wąskimi ulicami. Większość z 1373 domów była parterowa lub jednopiętrowa i mieszkało w nich około 31 000 osób. Największym zniszczeniom uległa ulica Špitalska, przy której ocalał tylko jeden dom. Podczas trzęsienia zginęło tylko 21 osób, w większości od uderzenia spadającymi dachówkami lub cegłami z kominów. Tylko 30 domów zostało zniszczonych tak, że trzeba było je rozebrać, ale ostatecznie do końca roku rozebrano ich 49, a w późniejszych latach dalsze. Powodem była z jednej strony przychylność władz, które postanowiły zmodernizować miasto, a z drugiej wielu obywateli nie chciało mieszkać w dawnych domach. Szkody oszacowano na 7 milionów guldenów.

### Odbudowa
Już 15 kwietnia rano rada miasta podjęła decyzję o pomocy osobom najbardziej dotkniętym katastrofą. Wszystkie szkoły i niektóre fabryki zostały tymczasowo zamknięte. Ponieważ mieszkańcy bali się nocować w domach, na placach i w parkach zbudowano baraki i postawiono namioty. Wielu mieszkańców Lublany opuściło miasto. W mieście brakowało żywności, dlatego powstało pięć kuchni, które serwowały bezpłatne lub tanie gorące posiłki. Radny miejski Ivan Hribar zaproponował radzie miasta, aby z jednej strony poprosić cesarza o wsparcie, a z drugiej, aby wykorzystać sytuację i nie tylko odbudować miasto, ale je zmodernizować i rozbudować. 23 stycznia 1896 roku rada miasta przyjęła plan regulacyjny dla Lublany. Opracowało go miejskie biuro architektoniczne kierowane przez Jana Duffégo. W opracowaniu planu uwzględniono wskazówki zawarte w pracy o sposobie regulacji w Lublanie, opublikowanej w 1896 roku przez słowackiego architekta Maxa Fabianiego.
Hribar rok później został wybrany burmistrzem i zorganizował odbudowę miasta.

## Rozwój miasta po trzęsieniu ziemi
Podczas rozbudowy zburzono często cenne barokowe budynki, a w ich miejsce powstały nowe, secesyjne. Okres odbudowy, czyli lata pomiędzy 1896 a 1910 jest określany jako „odrodzenie Lublany” i to nie tylko z powodu zmian architektonicznych, ale również z powodu reformy administracji miejskiej, zdrowia, edukacji i turystyki. W latach 1895–1910 powstało 436 nowych budynków, a setki budynków zostało odnowionych lub rozbudowanych w stylu secesji wiedeńskiej. Większość mostów, pomników, parków i głównych budynków w Lublanie pochodzi z okresu po trzęsieniu ziemi. W Janče mieszkańcy Lublany w 1895 roku zbudowali kaplicę pod wezwaniem Matki Bożej Różańcowej, aby Maryja uchroniła ich przed takimi katastrofami.

## Pomoc
Deklaracje pomocy Lublanie popłynęły z wszystkich stron Austro-Węgier. Wiedeńskie towarzystwo ratunkowe zbudowało w Lublanie 500 baraków dla ofiar trzęsienia. Już 24 kwietnia rada państwa Austro-Węgier na wniosek posłów Hohenwerta, Zaleskiego i Khuenburga uchwaliła udzielenie Lublanie pomocy, a na wniosek posła Schwegla zwolnienie wszystkich nowych domów w Lublanie i okolicy z podatku na 25 lat, a mieszkańców z podatku „domowo-czynszowego” na trzy kwartały. W Wiedniu zawiązał się Komitet dla dotkniętych trzęsieniem ziemi, który do 13 maja zebrał 112 586 złr. 1 sierpnia 1895 roku Sejm kraiński za zgodą Wydziału Krajowego zgodził się na zaciągniecie przez Lublanę pożyczki loteryjnej w wysokości 1 miliona złr. Pomoc dla miasta popłynęła również ze Stanów Zjednoczonych i całej Europy. Pomagali także Polacy. Krakowska Rada miejska przekazała na rzecz Lublany 500 złr, a podczas zorganizowanego 8 maja festynu w Parku Krakowskim zebrano i przekazano 2000 złr.